# Pint
Pint je britská a americká jednotka objemu užívaná jak pro kapaliny tak pro sypké látky.
V evropských zemích i jinde ve světě je známa také pod názvem pinte nebo pinta – např. pro Čechy, Slovensko a Uhersko.

## V USA
- pro kapaliny : jeden pint liquid = 0,4732 litru = 1/8 gallonu (USA)
- pro sypké látky : jeden pint dry = 0,5506 litru = 1/64 bušlu
  - starší hodnota 0,53 litru

## Ve Velké Británii
- pouze pro kapaliny : jeden pint = 0,5683 litru = 1/8 gallonu (UK)
  - starší hodnota 0,568 litru